# جيم بورتون
جيم بورتون هو لاعب هوكي الجليد كندي، ولد في 6 نوفمبر 1963 في برانتفورد في كندا، وتوفي في 5 يناير 2015.

## وصلات خارجية
- جيم بورتون على موقع HockeyDB.com (الإنجليزية)
- جيم بورتون على موقع أوليمبيديا (الإنجليزية)